# Entosthodon subnudus
Entosthodon subnudus là một loài Rêu trong họ Funariaceae. Loài này được (Taylor) Fife mô tả khoa học đầu tiên năm 1985.